# 786 (szám)
A 786 (római számmal: DCCLXXXVI) egy természetes szám, szfenikus szám, a 2, a 3 és a 131 szorzata.

## A szám a matematikában
A tízes számrendszerbeli 786-os a kettes számrendszerben 1100010010, a nyolcas számrendszerben 1422, a tizenhatos számrendszerben 312 alakban írható fel.
A 786 páros szám, összetett szám, azon belül szfenikus szám, kanonikus alakban a 21 · 31 · 1311 szorzattal, normálalakban a 7,86 · 102 szorzattal írható fel. Nyolc osztója van a természetes számok halmazán, ezek növekvő sorrendben: 1, 2, 3, 6, 131, 262, 393 és 786.
A 786 négyzete 617 796, köbe 485 587 656, négyzetgyöke 28,03569, köbgyöke 9,22871, reciproka 0,0012723. A 786 egység sugarú kör kerülete 4938,58365 egység, területe 1 940 863,375 területegység; a 786 egység sugarú gömb térfogata 2 034 024 817,0 térfogategység.